# Travis Outlaw
Travis Marquez Outlaw (nascut el 18 de setembre de 1984 a Starkville, Mississipi) és un jugador estatunidenc de bàsquet professional que milita als Sacramento Kings de l'NBA.